# Synallaxis cherriei
Synallaxis cherriei е вид птица от семейство Furnariidae. Видът е почти застрашен от изчезване.

## Разпространение
Видът е разпространен в Бразилия, Еквадор, Колумбия и Перу.